# Russula aurea
Russula aurea é um fungo que pertence ao gênero de cogumelos Russula na ordem Russulales. Seu epíteto específico deriva da palavra latina aurum, referente a dourado. É um cogumelo comestível.